# BMC Software
BMC Software es una compañía de tecnología estadounidense. BMC produce software y servicios que ayudan a los negocios en su transformación digital. Su software incluye gestión de servicios de tecnologías de la información, administración y automatización de centros de datos, administración de rendimiento, ciclo de vida de virtualización y administración de computación en nube. La compañía identifica su estrategia como "administración digital de empresas" («digital enterprise management» en inglés), y se enfoca en plataformas que incluyen mainframes, dispositivos móviles, y computación en la nube. Anteriormente BMC ofrecía principalmente «software on-premise», pero desde 2016 su modelo de negocio incluye cada vez más el software como servicio («SaaS»).
En 2013, BMC pasó de ser una compañía pública[cita requerida] a ser una compañía privada. Sus inversores incluyen a Bain Capital, Golden Gate Capital, Insight Venture Partners, GIC Private Limited (a través de GIC Special Investments Pte Ltd)  GIC Inversiones Especiales Pte Ltd y Elliot Management Corporation.
En mayo de 2018, el fondo de capital riesgo KKR anunció su intención de comprar BMC por 8.500 millones de dólares

## Historia
La compañía fue fundada en Houston, Texas, por Scott Boulette, John J. Moore y Dan Cloer, antiguos empleados de Shell Oil, subsidiaria en Estados Unidos de Royal Dutch Shell, las iniciales de cuyos apellidos sirvieron para formar el nombre de la compañía. Moore fue el primer Director Ejecutivo de la compañía.
La firma en principio escribió software para ordenadores IBM mainframe, el estándar de industria en la época. Durante aquellos años, BMC estuvo envuelta en algunos litigios con IBM.

## Privatización y adquisición por Empresas de capital de inversión
El consejo de administración de BMC decidió dejar el NASDAQ y dejar de ser una compañía pública, vender porciones significativas de acciones y convertirse en una empresa privada. En mayo de 2013, la compañía de servicios TI y computación en la nube anunció que estaba en proceso de ser adquirida por un grupo de inversores por un monto de USD $6900 millones de dólares. Aquellas firmas incluían a Bain Capital, Golden Gate Capital, Insight Venture Partners, GIC Private Limited (a través de GIC Special Investments Pte Ltd) y Elliott Management Corporation. El proceso estuvo completado en septiembre. A raíz de esta privatización, las acciones de BMC Software ya no se negociarían en el NASDAQ, con el proceso haciéndose efectivo el 10 de septiembre de 2013.

## Ubicación

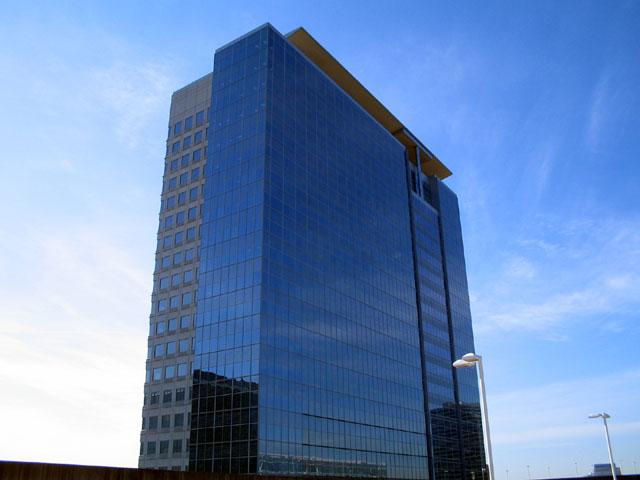
"Edificio Cuatro" en el campus de Houston

BMC es una empresa multinacional que opera en América del Norte, Australia, Europa y Asia, y tiene múltiples oficinas localizadas alrededor del mundo. La sede internacional de la compañía está localizada en el 2103 City West Boulevard, Houston, Texas, Estados Unidos. En junio de 2006, Thomas Properties Group, Inc, a través de su joint venture con la «California State Teachers' Retirement System» accedió a comprar el campus principal de la compañía por $295 millones de dólares.
BMC Software empezó como fabricante de programas exclusivos para mainframes, pero desde la mitad de la década de los 90 ha empezado a desarrollar software para monitorizar, administrar y automatizar sistemas tanto distribuidos como mainframes. BMC está dividida en dos unidades de negocio principales.
- Un segmento de administración de Mainframes[17] que se centra en la fiabilidad de datos críticos de la empresa, e incluye el subgrupo de BSM, «Optimización de servicios».

- Un segmento de Administración de Servicios de Empresas qué se enfoca en servidores y redes, e incluye los subgrupos de BSM, "Soporte de Servicio," "Automatización de Servicio," y "Planificación de Recurso del Servicio."[18]

En agosto de 2009 BMC tenía cerca de 450 aplicaciones de software principalmente para administrar mainframes y sistemas distribuidos, así como entornos virtuales y de computación en la nube. Generalmente, el software es usado para ayudar a los administradores de TI, típicamente en agencias o empresas grandes, a dirigir operaciones, hacer las TI más eficientes, arreglar problemas y reducir costos de TI.